# Schizonycha crenicollis
Schizonycha crenicollis är en skalbaggsart som beskrevs av Moser 1924. Schizonycha crenicollis ingår i släktet Schizonycha och familjen Melolonthidae. Inga underarter finns listade i Catalogue of Life.